# 1101년

## 연호
- 북송(北宋) 건중정국(建中靖國) 원년
- 요(遼) 수창(壽昌) 7년 / 건통(乾統) 원년
- 일본(日本) 고와(康和) 3년
- 서하(西夏) 정관(貞觀) 원년
- 리 왕조(李朝) 롱푸응우옌호아(龍符元化) 원년

## 기년
- 고려(高麗) 숙종(肅宗) 6년
- 북송(北宋) 휘종(徽宗) 원년
- 요(遼) 도종(道宗) 47년 / 천조제(天祚帝) 원년
- 서하(西夏) 숭종(崇宗) 16년
- 리 왕조(李朝) 인종(仁宗) 30년

## 사건
- 1101년의 십자군 - 보에몽의 자기 과장 선전에 속은 순진한 기사들이 보에몽을 구하려고 가다가 클르츠 아르슬란의 셀주크 투르크 기병대에 전멸당하다.
- 본국의 지형을 본떠서 활구(闊口)를 주조하였고 이듬해에는 고주법(鼓鑄法)을 제정하여 해동통보 1만5000관을 만들어 문무백관과 군인들에게 분배하였다.

## 사망
- 고려의 승려 의천